# PUK-код
PUK-код (від англ. PIN unlock key (PUK) або personal unblocking code (PUC)) — пароль для розблокування PIN-коду, який заблокували або забули, використовується в мобільних телефонах 3GPP.
Більшість мобільних телефонів пропонують функцію захисту PIN-кодом. Після увімкнення телефону, якщо активна функція захисту PIN-кодом, користувач повинен ввести 4-8-значний PIN-код, щоб увімкнути функції телефону, які здійснюють не тільки екстрені виклики. Якщо неправильний PIN-код було введено понад три рази, SIM-картка, пристрій або обидва заблокуються. Їх можна повернути до початкового незаблокованого стану, ввівши PUK, наданий постачальником послуг мобільного зв'язку, після підтвердження. Якщо хибно ввести PUK кілька разів поспіль, пристрій або SIM-карта назавжди заблокується  і не підлягає відновленню. Тому користувачам мобільних телефонів слід зберігати свої PUK-коди у безпечному місці, окремо від пристрою[джерело?].
Після введення PUK-коду необхідно скинути PIN-код. PUK використовується для розблокування PIN-кодів, якщо SIM-карта заблокована.